# ساروس خورشیدی ۱۶۱
ساروس ۱۶۱ دوره‌ای زمانی با چرخه‌ای حدود ۱۸ سال و ۱۱ روز و ۸ ساعت (تقریباً ۶۵۸۵ و یک سوم روز) است که شامل ۴۶ خورشیدگرفتگی، پیش از سال ۳۰۰۰ میلادی می‌شود.

## رخدادها
| ساروس | عضو | تاریخ           | زمان (بزرگ‌ترین) ساعت هماهنگ جهانی | نوع  | مکان طول و عرض جغرافیایی | گاما    | قدر    | گُستره (km) | مدت زمان (دقیقه: ثانیه) | منبع |
| ----- | --- | --------------- | --------------------------------- | ---- | ------------------------ | ------- | ------ | ---------- | ----------------------- | ---- |
| ۱۶۱   | ۱   | ۱ آوریل ۲۱۷۴    | ۲۲:۳۹:۰۹                          | جزئی | 61.2N 103.8E             | 1.5107  | 0.047  |            |                         |      |
| ۱۶۱   | ۲   | ۱۲ آوریل ۲۱۹۲   | ۶:۴۱:۵۶                           | جزئی | 61.5N 25.4W              | 1.4678  | 0.126  |            |                         |      |
| ۱۶۱   | ۳   | ۲۴ آوریل ۲۲۱۰   | ۱۴:۳۹:۱۹                          | جزئی | 61.9N 153.4W             | 1.4202  | 0.2148 |            |                         |      |
| ۱۶۱   | ۴   | ۴ مه ۲۲۲۸       | ۲۲:۲۸:۴۴                          | جزئی | 62.4N 80.4E              | 1.3659  | 0.3173 |            |                         |      |
| ۱۶۱   | ۵   | ۱۶ مه ۲۲۴۶      | ۶:۱۴:۱۰                           | جزئی | 63.1N 44.9W              | 1.3077  | 0.4284 |            |                         |      |
| ۱۶۱   | ۶   | ۲۶ مه ۲۲۶۴      | ۱۳:۵۲:۰۷                          | جزئی | 63.9N 168.5W             | 1.243   | 0.5526 |            |                         |      |
| ۱۶۱   | ۷   | ۶ ژوئن ۲۲۸۲     | ۲۱:۲۸:۱۹                          | جزئی | 64.8N 68E                | 1.1764  | 0.6815 |            |                         |      |
| ۱۶۱   | ۸   | ۱۸ ژوئن ۲۳۰۰    | ۴:۵۹:۲۹                           | جزئی | 65.7N 54.5W              | 1.1056  | 0.8189 |            |                         |      |
| ۱۶۱   | ۹   | ۲۹ ژوئن ۲۳۱۸    | ۱۲:۳۰:۲۲                          | جزئی | 66.7N 177.3W             | 1.034   | 0.9583 |            |                         |      |
| ۱۶۱   | ۱۰  | ۹ ژوئیه ۲۳۳۶    | ۱۹:۵۸:۲۲                          | کامل | 83.2N 49.4E              | ۰٫۹۵۹۸  | ۱٫۰۶۵۷ | ۸۰۰        | ۳ دقیقه و ۱۷ ثانیه      |      |
| ۱۶۱   | ۱۱  | ۲۱ ژوئیه ۲۳۵۴   | ۳:۲۸:۲۲                           | کامل | 81.4N 171.7E             | ۰٫۸۸۷   | ۱٫۰۶۹۷ | ۴۹۹        | ۳ دقیقه و ۵۱ ثانیه      |      |
| ۱۶۱   | ۱۲  | ۳۱ ژوئیه ۲۳۷۲   | ۱۰:۵۸:۳۰                          | کامل | 71N 45.5E                | ۰٫۸۱۴۴  | ۱٫۰۷۱۷ | ۴۰۴        | ۴ دقیقه و ۱۸ ثانیه      |      |
| ۱۶۱   | ۱۳  | ۱۱ اوت ۲۳۹۰     | ۱۸:۳۱:۲۷                          | کامل | 61.3N 72.5W              | ۰٫۷۴۴۱  | ۱٫۰۷۲۴ | ۳۵۳        | ۴ دقیقه و ۴۱ ثانیه      |      |
| ۱۶۱   | ۱۴  | ۲۲ اوت ۲۴۰۸     | ۲:۰۷:۳۹                           | کامل | 52.3N 170E               | ۰٫۶۷۶۶  | ۱٫۰۷۲  | ۳۱۷        | ۵ دقیقه و ۰ ثانیه       |      |
| ۱۶۱   | ۱۵  | ۲ سپتامبر ۲۴۲۶  | ۹:۴۸:۴۷                           | کامل | 43.8N 51.6E              | ۰٫۶۱۳۳  | ۱٫۰۷۰۹ | ۲۹۱        | ۵ دقیقه و ۱۴ ثانیه      |      |
| ۱۶۱   | ۱۶  | ۱۲ سپتامبر ۲۴۴۴ | ۱۷:۳۵:۳۵                          | کامل | 35.7N 67.9W              | ۰٫۵۵۴۸  | ۱٫۰۶۸۸ | ۲۶۸        | ۵ دقیقه و ۲۴ ثانیه      |      |
| ۱۶۱   | ۱۷  | ۲۴ سپتامبر ۲۴۶۲ | ۱:۲۸:۰۸                           | کامل | 28.1N 171.4E             | ۰٫۵۰۱۴  | ۱٫۰۶۶۲ | ۲۴۹        | ۵ دقیقه و ۲۸ ثانیه      |      |
| ۱۶۱   | ۱۸  | ۴ اکتبر ۲۴۸۰    | ۹:۲۷:۵۸                           | کامل | 21.1N 49.2E              | ۰٫۴۵۴۳  | ۱٫۰۶۳۱ | ۲۳۱        | ۵ دقیقه و ۲۶ ثانیه      |      |
| ۱۶۱   | ۱۹  | ۱۵ اکتبر ۲۴۹۸   | ۱۷:۳۴:۴۴                          | کامل | 14.6N 74.5W              | ۰٫۴۱۳۱  | ۱٫۰۵۹۷ | ۲۱۵        | ۵ دقیقه و ۲۱ ثانیه      |      |
| ۱۶۱   | ۲۰  | ۲۷ اکتبر ۲۵۱۶   | ۱:۴۸:۴۶                           | کامل | 8.8N 160.5E              | ۰٫۳۷۸۲  | ۱٫۰۵۶  | ۱۹۹        | ۵ دقیقه و ۱۱ ثانیه      |      |
| ۱۶۱   | ۲۱  | ۷ نوامبر ۲۵۳۴   | ۱۰:۱۰:۰۷                          | کامل | 3.9N 34E                 | ۰٫۳۴۹۵  | ۱٫۰۵۲۲ | ۱۸۴        | ۴ دقیقه و ۵۸ ثانیه      |      |
| ۱۶۱   | ۲۲  | ۱۷ نوامبر ۲۵۵۲  | ۱۸:۳۸:۴۵                          | کامل | 0.3S 93.9W               | ۰٫۳۲۶۹  | ۱٫۰۴۸۵ | ۱۷۰        | ۴ دقیقه و ۴۲ ثانیه      |      |
| ۱۶۱   | ۲۳  | ۲۹ نوامبر ۲۵۷۰  | ۳:۱۳:۴۴                           | کامل | 3.4S 137.1E              | ۰٫۳۱    | ۱٫۰۴۴۹ | ۱۵۸        | ۴ دقیقه و ۲۵ ثانیه      |      |
| ۱۶۱   | ۲۴  | ۹ دسامبر ۲۵۸۸   | ۱۱:۵۳:۲۸                          | کامل | 5.6S 7.2E                | ۰٫۲۹۷۳  | ۱٫۰۴۱۶ | ۱۴۶        | ۴ دقیقه و ۷ ثانیه       |      |
| ۱۶۱   | ۲۵  | ۲۱ دسامبر ۲۶۰۶  | ۲۰:۳۷:۵۶                          | کامل | 6.7S 123.7W              | ۰٫۲۸۸۸  | ۱٫۰۳۸۷ | ۱۳۵        | ۳ دقیقه و ۵۰ ثانیه      |      |
| ۱۶۱   | ۲۶  | ۱ ژانویه ۲۶۲۵   | ۵:۲۵:۲۷                           | کامل | 6.8S 104.8E              | ۰٫۲۸۲۹  | ۱٫۰۳۶۱ | ۱۲۶        | ۳ دقیقه و ۳۲ ثانیه      |      |
| ۱۶۱   | ۲۷  | ۱۲ ژانویه ۲۶۴۳  | ۱۴:۱۴:۰۶                          | کامل | 6S 27W                   | ۰٫۲۷۸۴  | ۱٫۰۳۴۱ | ۱۱۹        | ۳ دقیقه و ۱۸ ثانیه      |      |
| ۱۶۱   | ۲۸  | ۲۲ ژانویه ۲۶۶۱  | ۲۳:۰۲:۲۳                          | کامل | 4.4S 158.8W              | ۰٫۲۷۴   | ۱٫۰۳۲۴ | ۱۱۳        | ۳ دقیقه و ۴ ثانیه       |      |
| ۱۶۱   | ۲۹  | ۳ فوریه ۲۶۷۹    | ۷:۴۹:۰۰                           | کامل | 2.1S 69.7E               | ۰٫۲۶۸۵  | ۱٫۰۳۱۲ | ۱۰۹        | ۲ دقیقه و ۵۴ ثانیه      |      |
| ۱۶۱   | ۳۰  | ۱۳ فوریه ۲۶۹۷   | ۱۶:۳۳:۰۴                          | کامل | 0.7N 61.3W               | ۰٫۲۶۱۲  | ۱٫۰۳۰۵ | ۱۰۶        | ۲ دقیقه و ۴۶ ثانیه      |      |
| ۱۶۱   | ۳۱  | ۲۶ فوریه ۲۷۱۵   | ۱:۱۱:۱۹                           | کامل | 3.7N 169.2E              | ۰٫۲۴۹۵  | ۱٫۰۳۰۲ | ۱۰۵        | ۲ دقیقه و ۴۲ ثانیه      |      |
| ۱۶۱   | ۳۲  | ۸ مارس ۲۷۳۳     | ۹:۴۴:۵۰                           | کامل | 7N 40.8E                 | ۰٫۲۳۴۳  | ۱٫۰۳۰۱ | ۱۰۴        | ۲ دقیقه و ۳۹ ثانیه      |      |
| ۱۶۱   | ۳۳  | ۱۹ مارس ۲۷۵۱    | ۱۸:۱۰:۳۵                          | کامل | 10.2N 85.4W              | ۰٫۲۱۳۱  | ۱٫۰۳۰۳ | ۱۰۵        | ۲ دقیقه و ۳۸ ثانیه      |      |
| ۱۶۱   | ۳۴  | ۳۰ مارس ۲۷۶۹    | ۲:۲۹:۳۲                           | کامل | 13.2N 150.3E             | ۰٫۱۸۶۶  | ۱٫۰۳۰۷ | ۱۰۵        | ۲ دقیقه و ۴۰ ثانیه      |      |
| ۱۶۱   | ۳۵  | ۱۰ آوریل ۲۷۸۷   | ۱۰:۳۸:۵۷                          | کامل | 15.7N 28.7E              | ۰٫۱۵۲۵  | ۱٫۰۳۱  | ۱۰۶        | ۲ دقیقه و ۴۳ ثانیه      |      |
| ۱۶۱   | ۳۶  | ۲۰ آوریل ۲۸۰۵   | ۱۸:۴۱:۰۹                          | کامل | 17.7N 90.7W              | ۰٫۱۱۲۹  | ۱٫۰۳۱۳ | ۱۰۶        | ۲ دقیقه و ۴۶ ثانیه      |      |
| ۱۶۱   | ۳۷  | ۲ مه ۲۸۲۳       | ۲:۳۴:۰۵                           | کامل | 18.9N 152.6E             | ۰٫۰۶۶۲  | ۱٫۰۳۱۴ | ۱۰۶        | ۲ دقیقه و ۵۱ ثانیه      |      |
| ۱۶۱   | ۳۸  | ۱۲ مه ۲۸۴۱      | ۱۰:۱۸:۳۵                          | کامل | 19.1N 38.2E              | ۰٫۰۱۲۹  | ۱٫۰۳۱۲ | ۱۰۵        | ۲ دقیقه و ۵۵ ثانیه      |      |
| ۱۶۱   | ۳۹  | ۲۳ مه ۲۸۵۹      | ۱۷:۵۴:۳۵                          | کامل | 18.2N 74W                | -۰٫۰۴۶۷ | ۱٫۰۳۰۵ | ۱۰۳        | ۲ دقیقه و ۵۸ ثانیه      |      |
| ۱۶۱   | ۴۰  | ۳ ژوئن ۲۸۷۷     | ۱:۲۳:۳۴                           | کامل | 16.2N 175.3E             | -۰٫۱۱۱۴ | ۱٫۰۲۹۴ | ۱۰۰        | ۲ دقیقه و ۵۸ ثانیه      |      |
| ۱۶۱   | ۴۱  | ۱۴ ژوئن ۲۸۹۵    | ۸:۴۵:۵۱                           | کامل | 12.9N 65.9E              | -۰٫۱۸۱۱ | ۱٫۰۲۷۸ | ۹۶         | ۲ دقیقه و ۵۵ ثانیه      |      |
| ۱۶۱   | ۴۲  | ۲۵ ژوئن ۲۹۱۳    | ۱۶:۰۱:۳۸                          | کامل | 8.5N 42.4W               | -۰٫۲۵۵۱ | ۱٫۰۲۵۵ | ۹۰         | ۲ دقیقه و ۴۵ ثانیه      |      |
| ۱۶۱   | ۴۳  | ۶ ژوئیه ۲۹۳۱    | ۲۳:۱۳:۲۴                          | کامل | 3.1N 150.5W              | -۰٫۳۳۱۶ | ۱٫۰۲۲۶ | ۸۱         | ۲ دقیقه و ۳۰ ثانیه      |      |
| ۱۶۱   | ۴۴  | ۱۷ ژوئیه ۲۹۴۹   | ۶:۲۱:۲۷                           | کامل | 3.2S 101.6E              | -۰٫۴۰۹۹ | ۱٫۰۱۸۹ | ۷۱         | ۲ دقیقه و ۶ ثانیه       |      |
| ۱۶۱   | ۴۵  | ۲۸ ژوئیه ۲۹۶۷   | ۱۳:۲۷:۲۲                          | مرکب | 10.4S 6.5W               | -۰٫۴۸۹۲ | ۱٫۰۱۴۷ | ۵۸         | ۱ دقیقه و ۳۷ ثانیه      |      |
| ۱۶۱   | ۴۶  | ۷ اوت ۲۹۸۵      | ۲۰:۳۱:۵۰                          | مرکب | 18.3S 115W               | -۰٫۵۶۸۶ | ۱٫۰۰۹۷ | ۴۱         | ۱ دقیقه و ۲ ثانیه       |      |